# Carlos Eduardo Pellegrín Barrera

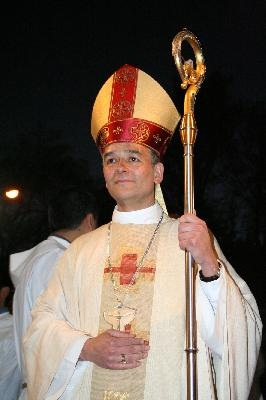
Carlos Eduardo Pellegrín Barrera, 2006

Carlos Eduardo Pellegrín Barrera SVD (* 28. Juli 1958 in Santiago de Chile) ist ein chilenischer Ordensgeistlicher und emeritierter römisch-katholischer Bischof von Chillán.

## Leben
Carlos Eduardo Pellegrín Barrera trat der Ordensgemeinschaft der Steyler Missionare bei, legte am 23. April 1978 die Profess ab und empfing am 9. November 1985 die Priesterweihe.
Papst Benedikt XVI. ernannte ihn am 25. März 2006 zum Bischof von Chillán. Der Erzbischof von Santiago de Chile, Francisco Javier Kardinal Errázuriz Ossa, spendete ihm am 29. April desselben Jahres im Sportpalast Casa del Deporte in Chillán die Bischofsweihe. Mitkonsekratoren waren Rafael de la Barra Tagle SVD, Prälat von Illapel, und Alberto Jara Franzoy, Altbischof von Chillán.
Papst Franziskus nahm am 21. September 2018 seinen vorzeitigen Rücktritt an.
Carlos Pellegrín gehört zu den sieben chilenischen Bischöfen, gegen die wegen unterschiedlicher Verwicklungen in die Missbrauchsaffäre in der chilenischen römisch-katholischen Kirche staatsanwaltliche Ermittlungen geführt werden.